# MEAN (веб-разработка)
MEAN (аббревиатура от MongoDB, Express.js, Angular.js, Node.js) — набор («стек») серверного программного обеспечения, который, подобно LAMP, используется для веб-разработки, ориентированный на JavaScript: все компоненты стека поддерживают программирование на JavaScript, и серверная и клиентская часть MEAN-приложений может быть написана на этом языке программирования. За слой хранения в стеке отвечает документоориентированная СУБД MongoDB; основная платформа исполнения — серверная JavaScript-платформа Node.js, серверная разработка реализуется посредством работающего поверх Node.js каркаса Express.js, а разработка интерфейсной, браузерной части веб-приложений — MVC-фреймворком Angular.js.
Акроним «MEAN» предложил разработчик MongoDB Валерий Карпов в личном блоге; логотип, составленный из первых букв компонентов стека, разработал Остин Андерсон (Austin Anderson), впервые использовав его для группы по обсуждению стека в профессиональной соцсети LinkedIn.
По сравнению с «классическим» стеком LAMP, MEAN отличает несколько аспектов. Место традиционной реляционной системы управления базами данных MySQL заняла бессхемная документо-ориентированная NoSQL-система; Linux (или какая-то другая операционная система) больше не является частью стека, поскольку MEAN кроссплатформенна и менее зависима от специфики операционной системы, и фокусируется, прежде всего, на привязке к языку программирования JavaScript, лежащему в основе Node.js — платформы, исполняющей также и роль веб-сервера (заменяя Apache в LAMP). Работа MongoDB напрямую с данными в формате JSON обеспечивает простоту разработки в стиле REST, не требуя избыточных затрат на разбор и преобразование форматов.
Важная особенность MEAN — переход от генерации веб-страниц на стороне сервера к созданию преимущественно одностраничных приложений, перенос ядра реализации MVC со стороны сервера на сторону клиента, что обеспечивается включением в состав стека Angular.js (притом входящий в состав стека фреймворк Express.js обеспечивает и традиционную маршрутизацию и генерацию страниц на стороне сервера).